# Park Narodowy Åsnen
Park Narodowy Åsnen (szw. Åsnens nationalpark) – park narodowy o powierzchni 1868 ha znajdujący się w zachodniej części jeziora Åsnen, w południowej Szwecji. Utworzony 25 maja 2018 roku jako 30. park narodowy na terenie kraju.

## Charakterystyka

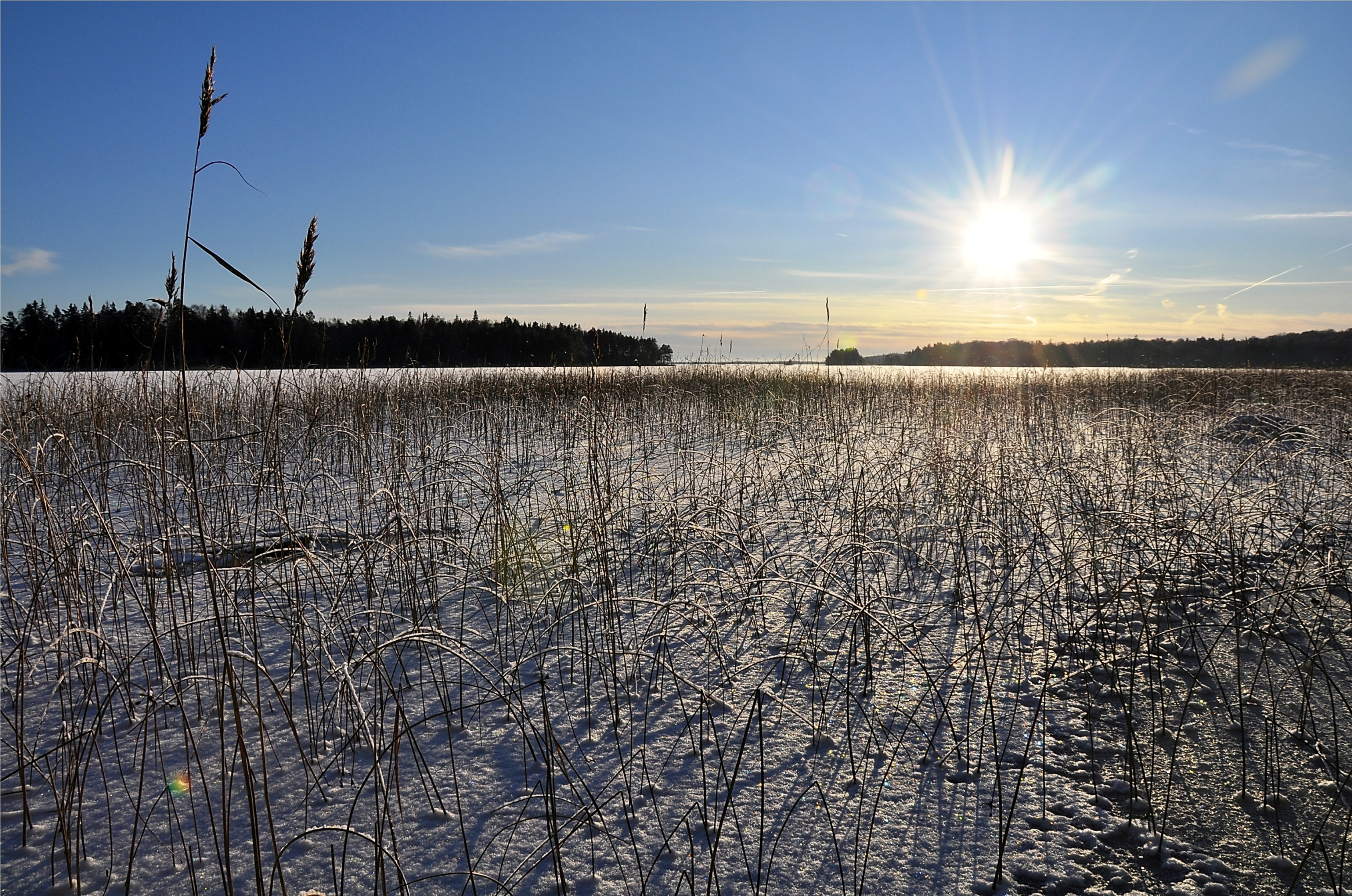
Zamarznięte jezioro Åsnen zimą 2009 roku

Park Narodowy Åsnen znajduje się w południowej części historycznej Smalandii (szw. Småland), zaś pod względem administracyjnym jego obszar wchodzi w skład gmin Alvesta i Tingsryd w regionie administracyjnym (län) Kronoberg. Park graniczy również z gminą Växjö.
Rzeźba terenu parku ma charakter polodowcowy. Około 75% jego powierzchni zajmuje jezioro Åsnen. Jest to duży i płytki zbiornik z licznymi zatokami, większymi wyspami i mniejszymi skalistymi wysepkami, którego słodkie wody są stosunkowo ubogie w składniki odżywcze. Jego średnia głębokość wynosi 3 metry, a maksymalna to 14 metrów. Podłoże skalne tworzą granit i porfir, w okolicach jeziora występują też gołoborza. Przez obszar parku, również pod powierzchnią jeziora, przebiega masywny oz Husebyåsen, którego częścią jest wydłużony półwysep Ulvöås.
Całe jezioro Åsnen wraz z parkiem narodowym stanowi od 1989 roku obszar wodno-błotny o znaczeniu międzynarodowym konwencji ramsarskiej. Teren parku częściowo pokrywa się również z utworzonym w 1996 roku obszarem Natura 2000 Västra Åsnen (SE0320040) o powierzchni 1619,3 ha.

## Fauna i flora

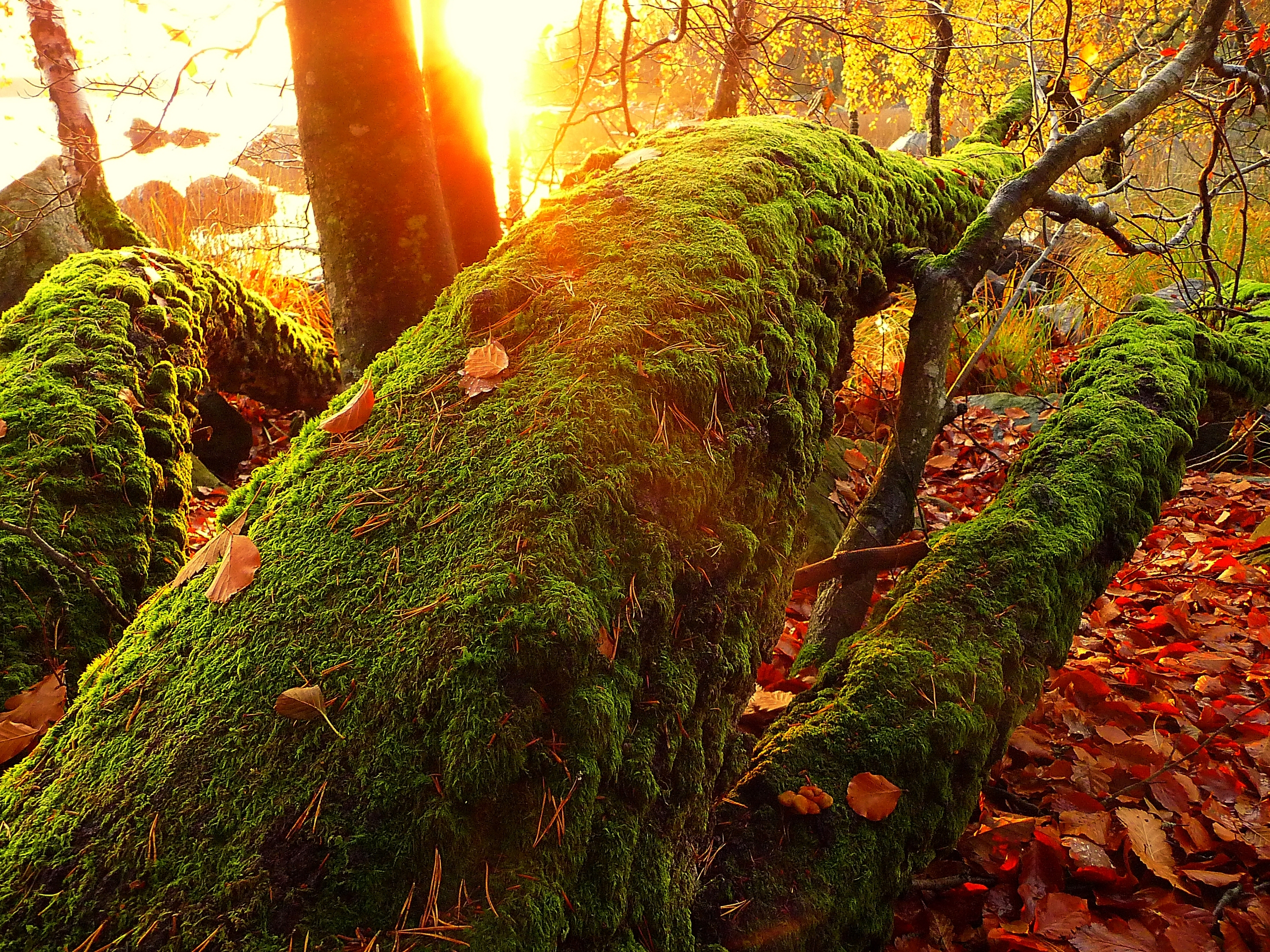
Spróchniałe drzewo na brzegu jeziora porośnięte mchem (2008)

Wody jeziora Åsnen zamieszkuje około 20 gatunków ryb, w tym m.in. krytycznie zagrożony wyginięciem węgorz europejski (Anguilla anguilla), rzadkie: kiełb (Gobio gobio), kleń (Leuciscus cephalus), sielawa (Coregonus albula) i sieja (Coregonus lavaretus), a także okoń (Perca fluviatilis), szczupak (Esox lucius), płoć (Rutilus rutilus) oraz introdukowany sandacz (Sander lucioperca). W jeziorze żyje – również introdukowany – rak sygnałowy (Pacifastacus leniusculus).
Park Narodowy Åsnen jest miejscem gniazdowania wielu gatunków ptaków, m.in. rybitwy czarnej (Chlidonias niger), a także miejscem postoju migrujących osobników ptaków z rodziny kaczkowatych, głównie gęsi gęgawy (Anser anser), gęsi zbożowej (A. fabalis) oraz nurogęsi (Mergus merganser). Występuje tutaj także rybołów (Pandion haliaetus), bielik (Haliaeetus albicilla), kobuz (Falco subbuteo), trzmielojad (Pernis apivorus), nur czarnoszyi (Gavia arctica) i perkoz dwuczuby (Podiceps cristatus).
Do zamieszkujących park ssaków należą łosie, daniele, dziki, rysie, lisy, zające i wydry. Stare, spróchniałe drzewa w lasach są natomiast siedliskiem wielu gatunków chrząszczy (Coleoptera), m.in. zmorsznika czarnego (Stictoleptura scutellata) oraz Uloma culinaris i Dendrophagus crenatus.
Brzegi jeziora i niektóre wyspy porastają lasy iglaste (głównie sosnowe) oraz liściaste, występują tu również torfowiska i bory bagienne. W północnej części parku narodowego oraz w przylegającym do niego rezerwacie Bjurkärr rosną stare lasy bukowe. Lasy porastają również wzniesienie Trollberget w zachodniej części parku. Występują tu rzadkie gatunki mchów, grzybów i porostów, m.in. moczara włoskowata (Dichelyma capillaceum), soplówka jeżowata (Hericium erinaceus), soplówka bukowa (Hericium coralloides) oraz kropnica różowa (Bacidia rosella).